# Dornier Do 32

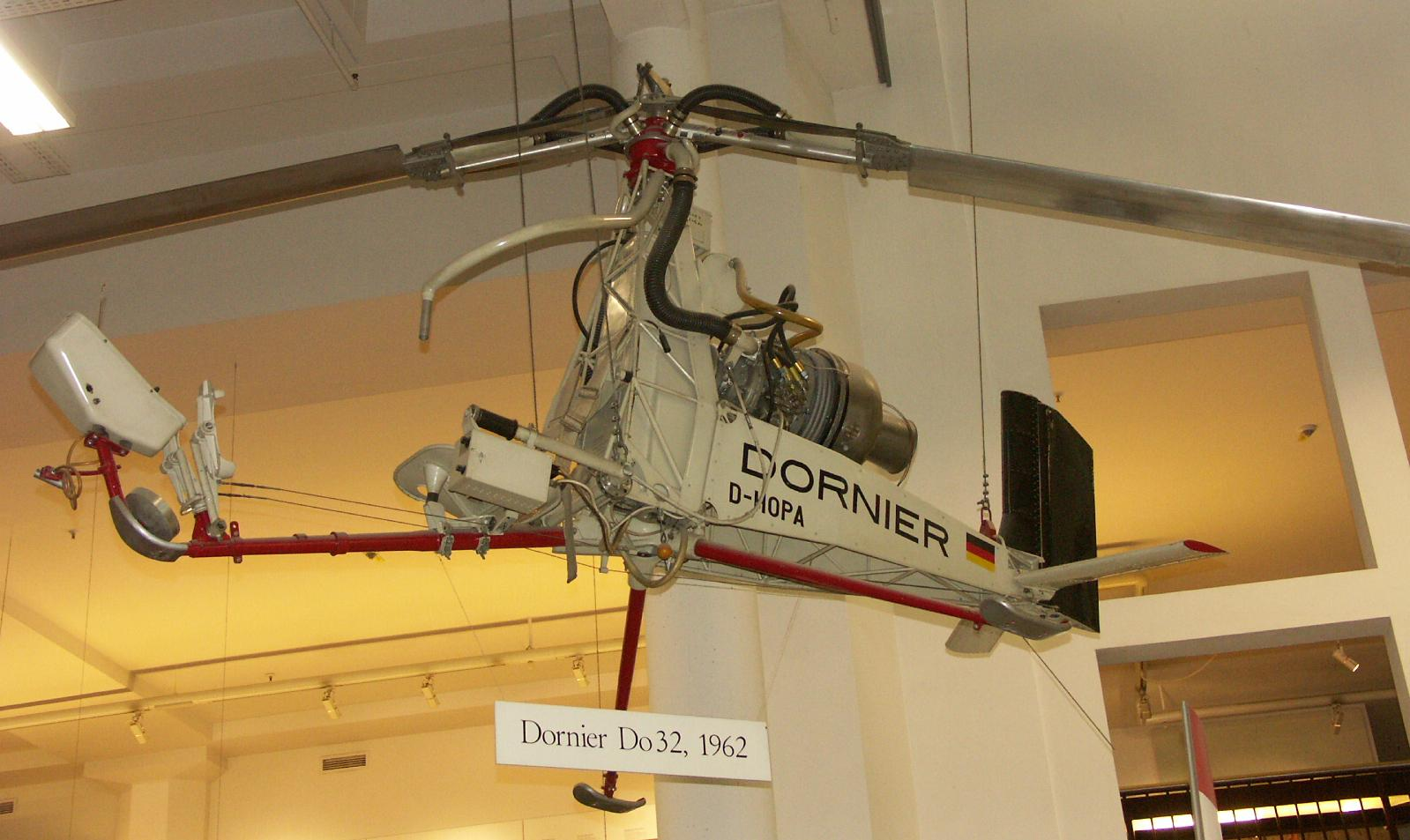
Il Do 32 esposto al Deutsches Museum di Monaco di Baviera.

Il Dornier Do 32 era un elicottero leggero monoturbina realizzato dall'azienda tedesca Dornier-Werke GmbH negli anni sessanta e rimasto a livello sperimentale.

## Storia

### Sviluppo
Il progetto nacque per rispondere ad una richiesta da parte del Bundeswehr, l'esercito dell'allora Germania Ovest, di dotarsi di un elicottero leggero monoposto a scopo di collegamento. Doveva rispondere all'esigenza di poter essere ripiegato per essere portato al traino di un mezzo leggero motorizzato e rimontato, se necessario, con facilità. Inoltre, fattore fondamentale, doveva essere di facile pilotaggio per evitare una lunga formazione specifica, per cui il rotore, realizzato con mozzo e pale cave, doveva venire messo in rotazione per reazione facendo uscire l'aria compressa dall'estremità delle pale. Una tale configurazione non necessitava dell'adozione di un rotore anticoppia permettemdo un ulteriore risparmio potenziale di peso e della minor complessità del mezzo. L'istruzione prevista sulla conoscenza della navigazione aerea era limitata all'utilizzo da parte dell'eventuale pilota di strade e ferrovie per l'orientamento.
Dopo un primo appalto in cui si richiedeva una fornitura di 1 000 elicotteri il numero degli esemplari richiesti venne abbassato più volte fino alle 350 unità per poi rinunciare del tutto al progetto. Non seguirono altri programmi di ricerca né ordini successivi e la Dornier-Werke GmbH, che aveva deciso di sviluppare un mezzo che rispondesse alle richieste decise di continuarne comunque lo sviluppo su propria iniziativa.
Conclusa la possibilità di avere come committente l'esercito il progetto venne presentato alla Luftwaffe sviluppandolo in versione paracadutabile in scatola di montaggio per consentire ai piloti abbattuti dietro le linee nemiche di ritornare, ma non superò la fase iniziale di sviluppo quando ci si rese conto che erano necessarie due persone per il montaggio.